# NSLU2

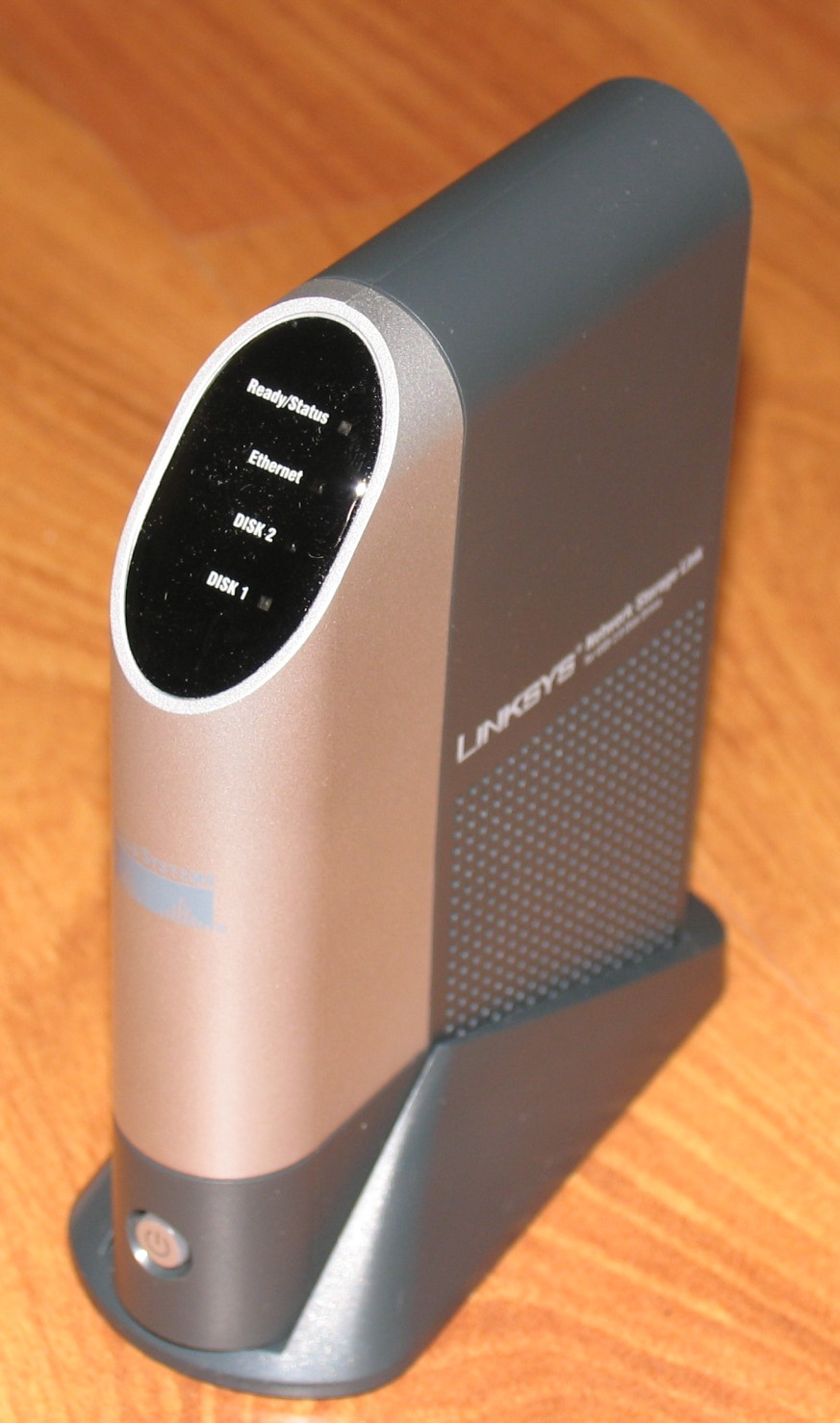
De NSLU2

De NSLU2 is een netwerkapparaat dat wordt gemaakt door Linksys. Het wordt gebruikt om USB-opslagapparaten zoals USB-sticks en harde schijven met USB-interface toegankelijk te maken over een netwerk (NAS). Het toestel runt een aangepaste versie van Linux en richt harde schijven in met het Ext3-bestandssysteem.
Een recente firmware-upgrade maakt het ook mogelijk om NTFS- en FAT32-schijven te gebruiken, waardoor het makkelijker wordt om bestaande Windows-hardeschijven aan te sluiten zonder dat ze dienen te worden heringericht. Het toestel wordt ingesteld via een webinterface van waaruit de verschillende opties kunnen worden geconfigureerd, zoals gebruikers, groepen, permissies, en netwerkinstellingen. Het maakt de eraan gekoppelde schijven beschikbaar op het netwerk via het SMB-protocol (ook bekend als Windows-bestandsdeling).
Het apparaat heeft 2 USB 2.0-aansluitingen waaraan harde schijven kunnen worden verbonden. De interne processor is een Intel XScale.

## Gebruikersgemeenschap
Omdat het apparaat op een versie van Linux draait, is Linksys verplicht om de broncode beschikbaar te maken, zoals wordt opgelegd door de GNU General Public License. Daardoor, en mede door de lage kosten van het toestel, zijn er in de gebruikersgemeenschap van de NSLU2 verschillende projecten rond ontstaan om een aantal vervangende firmwares beschikbaar te maken: een daarvan is Unslung, dat gebaseerd is op de officiële Linksys-firmware met enkele verbeteringen en toevoegingen. Een andere is OpenSlug, dat gebaseerd is op het Openembedded-raamwerk. Met OpenSlug kunnen gebruikers het toestel her-flashen met een minimaal Linux-besturingssysteem, met inbegrip van een SSH-server waardoor het besturingssysteem toegankelijk wordt via het netwerk. Eens dat besturingssysteem geïnstalleerd is, moet het verplaatst worden naar een van de eraan verbonden harde schijven, aangezien de grootte van het interne flashgeheugen erg beperkt is. Zodra dat gebeurd is, zijn een groot aantal pakketten beschikbaar die kunnen worden geïnstalleerd vanuit een Internetrepository. Het is verder tevens mogelijk om Debian en Gentoo op het toestel te draaien.
De mogelijkheid om een volledig Linuxbesturingssysteem te draaien maakt een heel nieuwe waaier van toepassingen beschikbaar om op de NSLU2 te draaien. Zo kan men het toestel gebruiken als webserver, als mailserver, of zelfs als DAAP (iTunes)-server.

## Beschikbaarheid
Momenteel ( 7 november 2023) is de NSLU2 niet verkrijgbaar. Linksys meldt niets hierover op hun website, waardoor het waarschijnlijk is dat de productie stopgezet is.